# Michael Woodruff
Pour les articles homonymes, voir Woodruff.
Michael Woodruff' (Mill Hill, Londres, 3 avril 1911 – Édimbourg, 10 mars 2001) est un chirurgien britannique qui a exécuté la première greffe de rein au Royaume-Uni le 30 octobre 1960.
Il a été élu membre de la Royal Society (FRS) le 21 mars 1968 et fait chevalier en 1969.